# Participante (empresa)
El grupo de interés de la empresa o partes interesadas (del inglés stakeholder) son las personas, empresas y organizaciones en general que tienen algún tipo de interés y relación interna o externa con una empresa u organización. Tal como fue definido en su primer uso en un memorando interno del Stanford Research Institute, un interesado es un miembro de los "grupos sin cuyo apoyo la organización dejaría de existir".
Las partes interesadas podrían ser los trabajadores de esa organización, sus accionistas, los clientes, los proveedores de bienes y servicios, proveedores de capital, las asociaciones de vecinos afectadas o ligadas, los sindicatos, las organizaciones civiles y gubernamentales que se encuentren vinculadas, etc.
Es un término que en inglés se utilizó por primera vez en 1708 para determinar una persona o negocio que ha invertido dinero en algo. Este término se popularizó posteriormente, al ser utilizado por R. E. Freeman en su obra: Strategic Management: A Stakeholder Approach (Pitman, 1984), para referirse a «quienes pueden afectar o son afectados por las actividades de una empresa». Estos participantes, según Freeman, deben ser considerados como un elemento esencial en la planificación estratégica de los negocios.
En el sentido más desarrollado en términos de responsabilidad corporativa real, también se incluyen los (so)portadores de externalidades.

## Participantes de la empresa

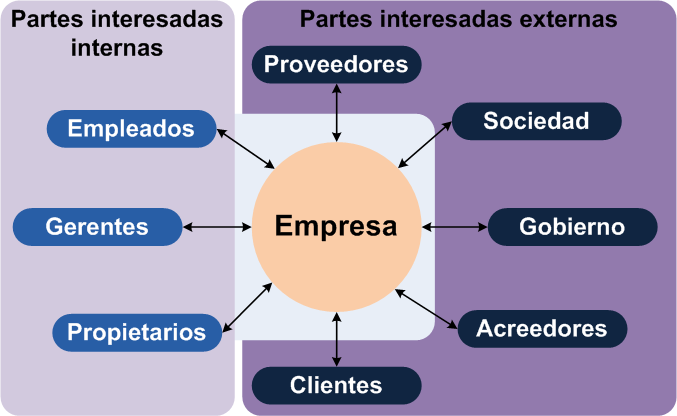
Ejemplos de los participantes de una compañía.

- Accionistas; para la posterior venta a priori
- Asociaciones empresariales, industriales, o profesionales;
- Clientes;
- Competidores;
- Comunidades donde la empresa tiene operaciones: asociaciones vecinales;
- Dueños;
- Empleados;
- Gobierno nacional;
- Gobiernos locales;
- Gobiernos provinciales;
- Inversores;
- Medios de comunicación;
- ONG;
- Proveedores/vendedores a la empresa;
- Sindicatos;
- Familia

Todos estos participantes obtienen beneficios o sufren daños como resultado de las acciones de la misma empresa.
Desde el punto de vista del desarrollo de sistemas, un stakeholder es aquella persona o entidad que participa de algún modo o está interesada en la realización de un proyecto, auspiciando ella misma mediante poder de decisión, financiamiento o su propio esfuerzo, entre ellos: los desarrolladores del sistema, los usuarios finales, los encargados del mantenimiento, etc.

## Participantes en gestión de proyectos
En la gestión de proyectos, los participantes, interesados o stakeholders son todas aquellas personas u organizaciones que afectan o son afectadas por el proyecto, ya sea de forma positiva o negativa. Una buena planificación de proyectos debe involucrar la identificación y clasificación de los participantes, así como el estudio y la determinación de sus necesidades y expectativas.

### Tipos de participantes
- Aquellos que serán afectados por el proyecto y que pueden ejercer cierta influencia sobre él, pero que no están directamente involucrados con la ejecución del trabajo. Ejemplos de este tipo de participantes son: gerentes afectados por el proyecto, personas que trabajan en el proceso bajo estudio, departamentos internos que soportan el proceso (como el departamento de finanzas), proveedores, la oficina de gestión de proyectos, clientes, patrocinadores, vecinos, etc.

- Organizaciones que tienen algún interés en que los resultados del proyecto cumplan con ciertas regulaciones. Ejemplos de ellos son: gobiernos nacionales y locales, grupos de protección al ambiente y entidades gubernamentales, vecinos y connacionales.

- Equipo de proyecto.
- Gerente de proyecto.
- PMO.
- Patrocinador.
- Cliente.
- Usuario.
- Equipo de dirección del proyecto.
- Activistas ambientales.